# 紫药女贞
紫药女贞（学名：Ligustrum delavayanum）为木犀科女贞属的植物，为中国的特有植物。分布于中国大陆的贵州、四川、湖北、云南等地，生长于海拔500米至3,700米的地区，多生长在山坡灌丛中或林下，目前尚未由人工引种栽培。

## 别名
瓦山蜡树（中国树木分类学） 川滇蜡树（中国高等植物图鉴） 蓝果木（四川）